# Asamblea Nacional de Tailandia
La Asamblea Nacional de Tailandia es el órgano que ostenta el poder legislativo de Tailandia y órgano de control del Gobierno. La Asamblea se organiza en un sistema bicameral: la Cámara de Representantes (Saphaputhan Ratsadon), que asume el papel de Cámara Baja, y el Senado (Wuthisapha), Cámara Alta. Normalmente, se denomina Parlamento a la Cámara de Representantes. Las funciones de ambas cámaras están reguladas por la Constitución.
La Asamblea Nacional se estableció en 1932 después de la adopción de la primera constitución de Tailandia, que transformó a Tailandia de una monarquía absoluta a una monarquía constitucional.
Durante la crisis política de 2013, la Cámara de Representantes fue disuelta por la primera ministra Yingluck Shinawatra, quien convocó elecciones el 2 de febrero de 2014 hasta que fue anulada por la Corte Constitucional. Después del golpe de Estado de 2014, la Asamblea Nacional fue reemplazada por la Asamblea Legislativa Nacional unicameral, respaldada por militares, según la Constitución de 2014.
Después de la promulgación de la Constitución de 2017 en abril del mismo año, se restableció la Asamblea Nacional, pero la Constitución permitió que la Asamblea Legislativa Nacional militar permaneciera temporalmente en su lugar hasta que se formara la Asamblea Nacional después de las elecciones generales de 2019.

## Composición
La Asamblea es una legislatura bicameral compuesta por un Senado y una Cámara de Representantes. En conjunto, la Asamblea tiene 750 miembros, 500 de los cuales fueron elegidos directamente mediante elecciones generales. Otros incluyen a los 250 miembros del Senado designados por el ejército real tailandés. La mayoría de las elecciones en Tailandia siguen el sistema mayoría simple que se utiliza en las elecciones de los 400 miembros de la Cámara de Representantes. Los 100 miembros restantes de la Cámara son elegidos por representación proporcional con listas de partido.

### Senado
La cámara alta se llama Senado de Tailandia. La cámara es apartidista y tiene poderes legislativos limitados. El Senado está compuesto por 250 miembros designados por el Ejército Real Tailandés. Un mandato en el Senado es de seis años.Prohíbe a los miembros ocupar cargos adicionales o ser miembros de partidos políticos.

### Cámara de Representantes
La cámara baja se llama la Cámara de Representantes de Tailandia.La cámara está compuesta por 400 miembros provenientes de elecciones de circunscripción única y 100 miembros de "representación proporcional" por listas de partidos, según lo codificado en la Constitución de Tailandia de 2007. La "representación proporcional" de Tailandia es la votación paralela, también conocida como "mayoría de miembros mixtos" (MMM).  Aquí es donde los 100 escaños se reparten entre los partidos políticos de acuerdo con la "representación proporcional" voto popular que recibe cada partido. Cada elector elegible en Tailandia en una elección general tiene dos votos. El primero es para el distrito electoral. La segunda votación es para el partido que prefiera el elector. Luego se suma la segunda categoría y los resultados se dividen en ocho áreas electorales. Los otros 400 escaños se eligen directamente por circunscripción. El mandato de la Cámara es de cuatro años, sin embargo, una disolución puede ocurrir en cualquier momento.

### Elecciones
Las elecciones en Tailandia se celebran por sufragio universal;  sin embargo, se aplican algunas restricciones: el votante debe ser ciudadano de Tailandia (si no es por nacimiento, entonces debe ser ciudadano durante 5 años), debe tener más de 18 años antes del año en que se celebren las elecciones y debe haberse registrado 90 días antes de la elección. Aquellos a quienes se les prohíbe votar en las elecciones a la Cámara son: miembros de la Sangha (Budismo) o clero, aquellos suspendidos del privilegio por diversas razones, detenidos bajo órdenes legales o judiciales, y aquellos que son de mente enferma o de enfermedad mental. Votar en Tailandia es obligatorio

## Término
Las dos cámaras de la Asamblea Nacional tienen mandatos diferentes.  De acuerdo con la Constitución, el Senado se elige por un mandato de seis años, mientras que la Cámara se elige por un mandato de cuatro años. En general, el mandato de la Asamblea Nacional se basa en el de la Cámara. La Asamblea Nacional se reunirá cada año en dos sesiones: una sesión "ordinaria" y una sesión "legislativa". La primera sesión de la Asamblea Nacional debe tener lugar dentro de los 30 días siguientes a las elecciones generales de la Cámara de Representantes. La primera sesión debe ser abierta por el Monarca en persona leyendo un Discurso desde el Trono. Esta ceremonia se lleva a cabo en el Salón del Trono Ananda Samakhom. El monarca también podrá nombrar un representante para desempeñar esta función. También es deber del monarca prorrogar las sesiones mediante un real decreto cuando expire el mandato de la Cámara. El monarca también tiene la prerrogativa de convocar sesiones extraordinarias y prolongarlas a su discreción.
La Asamblea Nacional puede acoger una "sesión conjunta" de ambas cámaras en varias circunstancias.  Estos incluyen el nombramiento de un regente;  cualquier modificación de la Ley de Sucesión del Palacio de 1924;  la apertura de la primera sesión;  el anuncio de políticas por parte del Gabinete de Tailandia;  aprobación de una declaración de guerra;  la audiencia de explicaciones y aprobación de un tratado;  y la enmienda de la constitución.